# Khổng Tụ
Khổng Tụ (chữ Hán: 孔聚, ? – 176 TCN) còn gọi là Khổng Tùng (孔藂), tên tự là Tử Ngạn (子彦), cháu đời thứ mười của Khổng Tử, con Khổng Thụ, tướng lĩnh và khai quốc công thần đầu thời Tây Hán.
Năm đầu thời Tần Nhị Thế (năm 209 TCN) ông cùng với Trần Hạ theo chân Lưu Bang khởi nghĩa ở Nãng Sơn chống lại nhà Tần, thường lập chiến công, sau nhậm chức Tả tư mã, tướng quân, đô úy. Năm thứ năm nhà Hán (năm 202 TCN), Khổng Tụ làm thuộc cấp cho Tề vương Hàn Tín, thống lĩnh tả quân đánh bại Hạng Vũ trong trận chiến ở Cai Hạ.
Tháng giêng năm thứ sáu nhà Hán (năm 201 TCN) ông được Hán Cao Tổ phong là Liệu hầu. Bài thơ Hoài Âm hầu nói rằng: "Tiếng tăm lừng lẫy bắt Hạng Vũ, nào ai bằng hai tướng Khổng Phí". Năm 176 TCN Khổng Tụ qua đời khi mới 53 tuổi, thụy là Di, có hai người con là Khổng Tang và Khổng Nhượng.